# 蒂亚戈·阿尔马达
蒂亚戈·埃塞基耶尔·阿尔马达（西班牙語：Thiago Ezequiel Almada，2001年4月26日—）是一名阿根廷足球运动员，场上司职边锋和中场，現效力於西甲球隊馬德里體育會。阿根廷國家足球隊成員。他曾经位于卫报评选的“下一代2018”之中。

## 國家隊生涯
阿尔马达於阿根廷国家足球队的首次亮相是在2022年9月23日，那是在迈阿密与洪都拉斯國家足球隊的一场友谊赛。
2022年11月，阿尔马达獲得阿根廷國家足球隊徵召出戰2022年世界盃。11月30日，在小组赛最后一轮对阵波兰的比赛中，阿尔马达替补出场，迎来个人世界杯首秀。
2023年3月23日，在对阵巴拿马的热身赛中，阿尔马达补射破门，打入个人国家队生涯首粒进球。赛后，阿根廷足协在纪念碑球场举行盛大活动，庆祝世界杯夺冠。

## 榮譽

### 國家隊
阿根廷
- 國際足協世界盃冠軍（1次）：2022年

## 生涯数据

### 俱乐部
最後更新：2020年5月19日.
| 俱乐部     | 赛季     | 联赛     | 联赛 | 联赛 | 本国杯赛 | 本国杯赛 | 联赛杯 | 联赛杯 | 洲际杯赛 | 洲际杯赛 | 其他 | 其他 | 总   | 总   |
| 俱乐部     | 赛季     | 级别     | 出场 | 进球 | 出场     | 进球     | 出场   | 进球   | 出场     | 进球     | 出场 | 进球 | 出场 | 进球 |
| ---------- | -------- | -------- | ---- | ---- | -------- | -------- | ------ | ------ | -------- | -------- | ---- | ---- | ---- | ---- |
| 萨斯菲尔德 | 2018–19  | 阿甲     | 16   | 3    | 1        | 0        | 4      | 1      | –        | –        | 0    | 0    | 21   | 4    |
| 萨斯菲尔德 | 2019–20  | 阿甲     | 22   | 4    | 0        | 0        | 1      | 0      | 2        | 1        | 0    | 0    | 25   | 5    |
| 生涯总共   | 生涯总共 | 生涯总共 | 38   | 7    | 1        | 0        | 5      | 1      | 2        | 1        | 0    | 0    | 46   | 9    |

笔记
1. ↑  阿根廷杯中的出场
2. 1 2  阿根廷超級聯賽盃中的出场
3. ↑  南美杯中的出场